# Slam Dunk (manga)
Pour les articles homonymes, voir Slam dunk (homonymie).
Autre
Slam Dunk (スラムダンク, Suramu Danku)  (expression anglaise signifiant « Smash au but ! ») est un manga écrit et dessiné par Takehiko Inoue traitant du basket-ball. Il est pré-publié dans le magazine Weekly Shōnen Jump de l'éditeur Shūeisha entre octobre 1990 et juin 1996 et a été compilé en un total de 31 volumes reliés. La version française est éditée en intégralité par Kana de mars 1999 à décembre 2004.
Une adaptation en série télévisée d'animation de 101 épisodes a vu le jour par le studio Toei Animation entre octobre 1993 et mars 1996. Quatre films d'animation sont également sortis entre 1994 et 1995. Un cinquième film d'animation intitulé The First Slam Dunk produit par Toei Animation est sorti en décembre 2022.
Slam Dunk a remporté le 40e Prix Shōgakukan dans la catégorie shōnen en 1995. Avec plus de 170 millions d'exemplaires en circulation, c'est à la fois le manga de sport le plus vendu, l'une des séries de mangas les plus vendues et l'une des bandes dessinées les plus vendues au monde.

## Synopsis
Hanamichi Sakuragi, un jeune homme immature et impopulaire, est bien décidé à en finir avec les déceptions amoureuses lors de son entrée au lycée de Shohoku. Il y rencontre alors Haruko Akagi, une fille dont il tombe amoureux. Suivant ses conseils et pour lui faire plaisir, il décide de jouer au basket-ball et d'intégrer le club du lycée. Lors d'une altercation avec le capitaine de l'équipe de basket-ball, Hanamichi se voit contraint de le défier dans un duel de basket-ball. Sakuragi finit par gagner et apprend que le capitaine n'est autre que le grand frère d'Haruko : Takenori Akagi. Malgré certaines réticences, ce dernier le laisse finalement intégrer l'équipe de basket. Malheureusement pour Hanamichi, le garçon dont est amoureuse Haruko, Kaede Rukawa, idole de toutes les filles et joueur de première année le plus talentueux du département y est aussi.
Les deux rivaux vont devoir ainsi jouer dans la même équipe. Sakuragi se met alors à réellement aimer le basket et après de nombreuses péripéties, Rukawa, Akagi et Sakuragi se lancent à la conquête du titre national. Ils sont rejoints plus tard par Mitsui Hisashi (MVP au collège) et Riyota Miyagi, arrière à la rapidité et la dextérité exceptionnelles connaissant les mêmes déboires amoureux que Sakuragi. Le 5 majeur de Shohoku est ainsi formé et accompagné de leur entraîneur Anzai. Ils vont devoir battre tous leurs adversaires jusqu'au titre national de basket-ball du Japon.

## Personnages

### Cinq majeur de Shohoku
- Hanamichi Sakuragi (花道桜木?)

Année : Seconde (première année du lycée)
Taille, poids : 188 cm, 83 kg → 189,2 cm ; 85 kg
Numéro : 10
Surnom : Le bonze roux, le roi du rebond (par lui-même), le génie (idem), le singe roux (par Kyota Nobunaga)
Anniversaire : 1er avril
Position : Ailier fort
Détente : 1,05 m
Hanamichi Sakuragi est un fauteur de troubles qui vient d'arriver au lycée de Shohoku. Il a les cheveux teints en rouge et est très grand pour son âge. Il s'est fait rejeter par 50 filles. Sakuragi aime traîner avec sa bande (son « armée privée », dont les membres sont plus intelligents que lui) et aime également rêver d'Haruko.
Se disant être un « génie » du basketball, Sakuragi possède beaucoup d'énergie et de force mais son immaturité et son tempérament chaud lui font bien souvent tort.
Son don pour les rebonds, son apparence et son tempérament font penser à l'ancien basketteur professionnel Dennis Rodman (qui portait lui aussi le numéro 10 au début de sa carrière).
- Takenori Akagi (剛憲赤木?)

Année : Terminale (Troisième année du lycée)
Taille, poids : 197 cm, 95 kg
Numéro : 4
Surnom : Le gorille
Anniversaire : 10 mai
Position : Pivot
Le capitaine de l'équipe de Shohoku et le frère aîné de Haruko. Avec des airs de brute (qui lui valent le surnom de « Gorille » qu'il n'apprécie que très moyennement), il est un meneur autoritaire qui prend très au sérieux le basketball et il a même provoqué en duel Sakuragi pour avoir insulté le sport.
Élément indispensable de l'équipe tant au niveau du jeu que de la cohésion, ses nouveaux coéquipiers lui permettent de développer pleinement son potentiel et de se dévoiler comme un des meilleurs pivots de la région.
- Kaede Rukawa (楓流川?)

Année : Seconde (Première année du lycée)
Taille, poids : 187 cm, 75 kg
Numéro : 11
Surnom : Le renard
Anniversaire : 1er janvier
Position : Ailier
Rukawa est l'idole des filles de Shohoku (trois filles assistent d'ailleurs à tous ses matches en tant que pom-pom girls). C'est indéniablement le meilleur joueur de Shohoku mais il n'a cependant pas un grand esprit d'équipe et pour cause : Rukawa est un garçon glacial et peu bavard. Il ne laisse de côté son jeu personnel que lorsque la victoire est à la clé. Sa soif insatiable de victoire reste sa plus grande qualité. À part le basketball, son passe-temps principal est de dormir. Il n'a rejoint Shohoku que parce que c'était le lycée le plus proche de chez lui. Rukawa a l'habitude de traiter Sakuragi d'imbécile (« dou ahou »).
Rukawa a déjà fait une apparition dans un manga précédent de Takehiko Inoue, Kaede Purple.
Son apparence (le bandeau sur son bras gauche), son talent et sa capacité à faire basculer le cours d'un match font penser naturellement à l'illustre Michael Jordan.
- Ryota Miyagi (リョータ宮城?)

Année : Premiere (Deuxième année du lycée)
Taille, poids : 168 cm, 59 kg
Numéro : 7
Surnom : Ryo-chin ( par Sakuragi )
Anniversaire : 31 juillet
Position : Arrière meneur
Petit, les cheveux bouclés, Miyagi compense sa taille par un jeu rapide et efficace. Il est fou amoureux d'Ayako, l'entraîneuse de l'équipe, comme Sakuragi l'est de Haruko. Malgré leur première rencontre agitée, les deux garçons à problème vont finir par faire la paix après avoir découvert leurs misère commune.
Il ambitionne de devenir le meilleur arrière de tout le pays et possède une vitesse phénoménale.
- Hisashi Mitsui (寿三井?)

Année : Terminale (Dernière année du lycée)
Taille, poids : 184 cm, 70 kg
Numéro : 14
Surnom : Mi-tchi (par Sakuragi)
Anniversaire : 22 mai
Position : Arrière shooter
Ancien meilleur joueur dans ses années de collège, Mitsui s'est retrouvé avec un genou blessé qui l'a éloigné des terrains pendant deux ans. Déprimé, il quitta le sport et devint un délinquant. Bien décidé à ruiner la carrière sportive de Miyagi (qui lui avait cassé plusieurs dents l'année précédente), il vint avec sa bande vandaliser la salle de sport de Shohoku pour prendre sa revanche sur son passé. Après une sanglante bagarre, Mitsui finira par être raisonné par Kogure et M. Anzai et il rejoindra alors l'équipe.
Ses talents de scoreur à 3 points se montreront très précieux. En manque d'exercice depuis deux ans, Mitsui est irrégulier pendant les matches en raison de son endurance qu'il a négligé avant de réintégrer une équipe.

### Autres personnages de Shohoku
- Kogure Kiminobu (木暮公延?)

Année : Terminale (Troisième année du lycée)
Equipe : Shohoku
Surnom : Le bigleux
Taille, poids : 178 cm, 62 kg
Numéro : 5
Anniversaire : 12 juillet
Position : Ailier
L'un des plus âgés de l'équipe et un proche ami de Takenori Akagi, Kogure se distingue par sa grande gentillesse et ses lunettes. Il fait de son mieux pour garder l'harmonie dans l'équipe et aide les joueurs à persévérer. Bien qu'il soit considéré comme un joueur mineur de l'équipe, il jouera un rôle décisif au cours du match opposant Shohoku à Ryonan.
- Haruko Akagi (赤木 晴子, Akagi Haruko?)

La jeune sœur de Takenori et l'amour secret de Sakuragi. Une charmante jeune fille (qui ne ressemble pas du tout à son frère), elle apprécie beaucoup Sakuragi, l'encourage et l'aide toujours, ce dernier aimant beaucoup son attention. Elle est souvent accompagnée de ses deux meilleures amies surnommées « Meilleure amie numéro 1 » Fuuji et « Meilleure amie numéro 2 » Matsui par Sakuragi.
- Ayako (彩子?)

L'assistante de M. Anzai, c'est une jeune fille aux cheveux noirs frisés. Lors des matchs d'entraînement, elle joue le rôle d'arbitre. Miyagi est amoureux d'elle.
- M. Mitsuyoshi Anzai (安西光義, Anzai Mitsuyoshi?)

L'entraîneur de l'équipe et un vieil homme bedonnant et jovial qui cependant dégage une aura d'autorité. Assistant aux matchs, il n'intervient que rarement, préférant laisser Akagi aux commandes la plupart du temps. Lorsque Sakuragi est laissé sur le banc et qu'il s'impatiente, il a tendance à tirailler la peau du menton d'Anzai pour lui demander de le faire jouer. Il a anciennement joué dans l'équipe Nationale du Japon et était un entraîneur très autoritaire dans le passé.
- La bande de Sakuragi

Tous les anciens amis du collège Wako de Sakuragi. Ce sont des habitués des bastons de rue. Ce groupe est composé de :
- Mito Yohei (水戸 洋平, Mito Yōhei)

Meilleur ami de Sakuragi Hanimachi. Il est le plus réfléchi de la bande et le plus fort après Sakuragi, écrasant notamment Mitsui sans effort.
- Takamiya Nozomi (高宮 望, Takamiya Nozomi)

Particulièrement maladroit, il présente la particularité de systématiquement rater toutes ses entrées.
- Ookusu Yuji (大楠雄二, Ookusu Yuji)

- Noma Juichiro (野間 忠一郎, Noma Chūichirō)

### Joueurs de Ryonan
- Uozumi Jun (魚住純?)

Année : Terminale (troisième année du lycée)
Equipe : Ryonan
Surnom : Le chef des singes, Big Jun
Taille, poids : 202 cm, 90 kg
Numéro : 4
Anniversaire : Inconnu
Position : Pivot et capitaine
Surnommé « Big Jun », Uozumi est le pilier de l'équipe de Ryonan. Il est considéré comme l'un des meilleurs pivots du département de Kanagawa avec Akagi et Hanagata. Son rêve est de devenir cuisinier.
Il arrêtera le basket-ball après sa défaite contre Shohoku et deviendra apprenti cuisinier chez son père.
- Sendô Akira (仙道彰?)

Année : Première (deuxième année du lycée)
Equipe : Ryonan
Surnom : Le génial Sendô, le hérisson (par certains supporteurs)
Taille, poids : 190 cm, 79 kg
Numéro : 7
Anniversaire : 14 février
Position : Meneur
Sendoh est l'un des meilleurs joueurs de Slam Dunk et le joueur le plus fort de l'équipe de Ryonan, grande rivale de Shohoku. Agile, doué et souriant, il est capable de jouer n'importe quelle position sur le terrain et de plus il joue extrêmement bien. La plupart des autres joueurs l'admirent. Sur le terrain, c'est un joueur stratégique et expérimenté qui possède un don pour les passes mais lorsqu'il est poussé dans ses derniers retranchements (par des joueurs comme Maki ou Rukawa par exemple), il se lâche et devient presque inarrêtable. Dans son temps libre, il prend plaisir à pêcher.
Son jeu de passe « spectaculaire », son calme sous la pression, son sourire et son charisme font penser au célèbre Magic Johnson.
- Kicchou Fukuda (福田 吉兆, Fukuda Kitchō?)

Année : Première (deuxième année du lycée)
Equipe : Ryonan
Surnom : Fukusuke/Fuku-chan (par Sakuragi)
Taille : 188 cm, 80 kg
Fukuda est un des meilleurs joueurs de Ryonan en phase d'attaque. En ce qui concerne sa défense, celle-ci est plutôt faible.
Fukuda est un personnage mystérieux, réservé mais très fier, ce qui provoquera chez lui une crise de colère lors de sa première année face à son entraîneur qui ne faisait que de le réprimander. Son rival n'est autre que Sakuragi.

### Joueurs de Shoyo
- Kenji Fujima (藤真健司, Fujima Kenji?)

Année : Terminale (troisième année du lycée)
Équipe : Shoyo
Surnom : Le remplaçant
Taille, poids : 178 cm, 66 kg
Numéro : 4
Anniversaire : Inconnu
Position : Arrière meneur, entraîneur
Kenji Fujima est l'entraîneur de l'équipe de vétérans de Shoyo. Il est très calme sur le banc et motive souvent ses joueurs. C'est aussi le vrai capitaine de l'équipe. Un génie, son seul rival pour le meilleur meneur de Kanagawa est Shinichi Maki. Il n'est pas très grand (c'est le plus petit de son équipe) mais c'est le meilleur joueur. Il n'a jamais réussit à battre Maki.
Il est par deux fois entré dans le tournoi national. Lorsqu'il était en première année, il a perdu au premier tour face à Toyotama et son capitaine qui le blessa au cours du match (ce qui empêcha Shoyo de gagner le match).
- Toru Hanagata (花形透, Hanagata Tōru?)

Année : Terminale (troisième année du lycée)
Equipe : Shoyo
Surnom : Le bigleux
Taille, poids : 197 cm, 83 kg
Numéro : 5
Anniversaire : 9 décembre
Position : Pivot (center)
Capitaine de l'équipe de Shoyo, il est l'un des meilleurs pivots de Kanagawa avec Akagi et Uozomi. Il est très grand et fort. Il peut tirer « en feuille morte ou fade away ».
Malgré sa taille, Sakuragi prendra la plupart des rebonds du match aussi bien offensifs que défensifs devant lui. Il sera surpris par l’énergie débordante de Sakuragi, qui lui cassera sans le faire exprès ses lunettes pendant le match. Il comprendra que derrière la prétention apparente de celui-ci se cache un véritable talent. C'est lui qui prendra le premier Slam Dunk officiel de Sakuragi (qui cependant sera considéré comme une faute et entraînera l’expulsion de ce dernier).
- Kazushi Hasegawa (長谷川一志Hasegawa Kazushi?)

Année : Terminale (troisième année du lycée)
Equipe : Shoyo
Surnom :
Taille, poids : 190 cm, 81 kg
Numéro : 6
Anniversaire :
Position : Arrière shooter
Hasegawa fait partie de l'équipe de Shoyo. Lorsqu'il était au collège, il fut battu par Mitsui, le joueur MVP de l'époque. Il jura avant la rencontre entre Shohoku et Shoyo qu'il ne laisserait pas Mitsui marquer plus de 5 points mais Mitsui, faisant une grande performance marqua 20 points malgré l'excellente défense de Hasegawa en première mi-temps (notamment grâce à 5 paniers à 3 points consécutifs).

### Joueurs de Kainan
- Maki Shinichi (牧紳一?)

Année : Terminale (troisième année du lycée)
Équipe : Kainan
Surnom : Le vieux débris, the Best, Le Number one de Kanagawa
Taille, poids : 184 cm, 79 kg
Numéro : 4
Anniversaire : Inconnu
Position : Arrière meneur
Shinichi Maki est sans doute l'un des meilleurs joueurs du Japon. Élu meilleur joueur à la suite des qualifications de Kanagawa, il est surnommé « The Best », « Number One de Kanagawa » ou encore « Vieux Débris » (par Sakuragi). Il est capable d'exploits personnels mais joue parfois de manière un peu égoïste.
- Kiyota Nobunaga (清田信長?)

Année : Seconde (première année du lycée)
Equipe : Kainan
Surnom : Le macaque
Taille, poids : 178 cm, 56 kg
Numéro : 10
Anniversaire : Inconnu
Position : Ailier
C'est l'allier de Kainan. Il est vantard, prétentieux et ressemble beaucoup mentalement à Sakuragi. Il veut à tout prix battre Kaede Rukawa car il est son concurrent direct pour le titre de meilleur rookie.
Il est très fort lorsqu'il est sérieux et arrive même à tenir tête à Rukawa pendant quelques instants du match. Il a été décisif lors du match qui opposa Shohoku à Kainan.

### Cinq majeur de Sannô
L'équipe de Sannô, champion du département d'Akita, est la meilleure équipe lycéenne de basketball au Japon.
- Masashi Kawata (河田雅史, Kawata Masashi?)

Année : Terminale (troisième année du lycée)
Équipe : Sannô
Surnom : Le Gorille rond
Taille, poids : 190 cm, ? kg
Numéro : 7
Anniversaire : Inconnu
Position : Pivot
Il est dit être le meilleur pivot du Japon. Contrairement au pivot habituels il est rapide et possède une grande portée de tir. Il est bon aux rebonds. Durant sa première année il mesurait 165 cm et ne sautait pas très haut. La seconde année il grandit de 25 cm ainsi que sa capacité de saut. Il joua à différents postes par rapport à sa taille. Il est jaloux de la popularité de Sawakita auprès des filles et le tape régulièrement. Sakuragi le surnomme le Gorille-rond car d'après lui sa tête ressemble à celle de Akagi mais en ronde.
- Kazunari Fukatsu (深津一成, Fukatsu Kazunari?)

Année : Terminale (troisième année du lycée)
Équipe : Sannô
Surnom :
Taille, poids : 180 cm, ? kg
Numéro : 4
Anniversaire : Inconnu
Position : capitaine et meneur (point guard)
Il est le capitaine de cette équipe. Il semble assez détendu et ne perd jamais son sang-froid. Ses tirs sont très précis et sa défense remarquable. Avec Kawata et Sawakita, il forme le super-trio de Sannô. Il l'a l'habitude de dire boing à la fin de ses phrases. Avant il disait beshi à la place de boing et quelquefois il dit beshi dans des moments isolés.
- Eiji Sawakita (沢北栄治, Sawakita Eiji?)

Année : Première (deuxième année du lycée)
Équipe : Sannô
Surnom : Le petit moine, le génie
Taille, poids : 189 cm, 67 kg
Numéro : 9
Anniversaire : 2 juillet
Position : ailier
Le meilleur basketteur lycéen de tout le Japon.
Bien qu'il se comporte comme un garçon à côté de la plaque et peu attentif quand il joue au basket, lorsqu'il est sérieux presque personne ne peut l'arrêter sans commettre de faute. Il est aussi excellent en attaque qu'en défense et depuis sa tendre enfance c'est un prodige du basket-ball grâce à son père, un grand fan de basket-ball, Tetsuharu Sawakita, contre qui il joue en 1 contre 1 depuis ses 4 ans. Il possède aussi une endurance à toute épreuve. Frimeur, il est également très populaire auprès des filles et Masashi Kawata, jaloux, le frappe continuellement. Il envisage de partir aux États-Unis après le championnat national. Il bat Rukawa pendant le match en un contre un l'obligeant à changer sa tactique.
- Satoshi Ichinokura (一ノ倉聡, Ichinokura Satoshi?)

Année : Terminale (troisième année du lycée)
Équipe : Sannô
Surnom :
Taille : 170 cm
Numéro : 8
Anniversaire : Inconnu
Position : Arrière shooter
Ichinokura possède la plus grande endurance de toute l'équipe (qui est très endurante en général). Il possède également une défense surnommé « la défense super-collante ». Durant le match contre Shohoku, il marquera individuellement Mitsui qui sera épuisé à cause de cela.
- Masahiro Nobe (野辺将広, Nobe Masahiro?)

Année : Terminale (troisième année du lycée)
Équipe : Sannô
Surnom : Tête de totem
Taille : 200 cm
Numéro : 5
Anniversaire : Inconnu
Position : Ailier fort
Il est axé sur les rebonds. Il est très grand et presque personne ne peut le battre sur la récupération des rebonds aussi bien offensif que défensif. Mais Sakuragi réussira cette prouesse, grâce à sa capacité de saut. Le seul jusque-là à l'avoir vaincu fut Masashi Kawata. Sakuragi le surnomme le « Tête de Totem » pour se moquer de ses traits anguleux. Traits de visage qui font pensé à Scottie Pippen coéquipier de Michael Jordan pendant 10 saisons. Durant cette période il réalise un septuple All-Star et sextuple champion NBA.

#### Remplaçants de Sannô
- Mikio Kawata (河田美紀男, Kawata Mikio?)

Année : Seconde (première année du lycée)
Équipe : Sannô
Surnom : Bibendum
Taille, poids : 210 cm, 130 kg
Numéro : 15
Anniversaire : Inconnu
Position : Pivot
Il est le frère cadet de Masashi Kawata. Il possède une très grande taille (la plus grande de tout le championnat national) et s'en sert pour faire des écrans et même pousser celui qui est derrière lui lors des rebonds. Il est cependant un débutant du basket et il n'arrive presque jamais à marquer. Étant dans l'équipe de Sannô et son frère étant une star du Basket-ball japonais, il a beaucoup de pression sur ses épaules et il manque de confiance en lui ce qui l'amènera souvent à s'excuser auprès de son grand frère en plein milieu des matchs.

## Manga
Le manga a été publié dans le magazine Weekly Shōnen Jump de l'éditeur Shueisha entre le 1er octobre 1990 et le 17 juin 1996. Il a ensuite été compilé en 31 volumes tankōbon entre le 8 février 1991 et le 3 octobre 1996, avec un total de 276 chapitres. Une édition deluxe au format kanzenban en 24 volumes a été éditée entre mars 2001 et février 2002,. Une édition shinsōban en 20 volumes a été publiée entre le 1er juin et le 1er septembre 2018.
La version française est éditée en intégralité par Kana de mars 1999 à décembre 2004,. La version en 20 volumes est publiée sous le nom Star Edition à partir de 2019. Enfin, la version Deluxe en 24 tomes est publiée à partir de 2024.
En 2004, Inoue a écrit un épilogue nommé Slam Dunk: 10 Days After.

## Anime

### Série télévisée
Une série animée de 101 épisodes est diffusée au Japon de 1993 à 1996. Elle ne couvre cependant pas tout le manga.

### Films d'animation
Quatre films d'animation sont sortis entre 1994 et 1995 au Japon. Le premier, nommé simplement Slam Dunk, est sorti le 12 mars 1994. Le deuxième, nommé Slam Dunk: Zenkoku Seiha da! Sakuragi Hanamichi (スラムダンク 全国制覇だ！桜木花道) est sorti le 9 juillet 1994. Le troisième, nommé Slam Dunk: Shōhoku Saidai no Kiki! Moero Sakuragi Hanamichi (スラムダンク 湘北最大の危機！燃えろ桜木花道) est sorti le 4 mars 1995. Le quatrième, nommé Slam Dunk: Hoero Basketman Tamashii! Hanamichi to Rukawa no Atsuki Natsu (スラムダンク 吠えろバスケットマン魂！花道と流川の熱き夏) est sorti le 15 juillet 1995.
Le 7 janvier 2021, l'auteur de Slam Dunk, Takehiko Inoue, a annoncé sur son Twitter que la série recevrait un nouveau film d'animation de la Toei Animation intitulé The First Slam Dunk. Inoue est le réalisateur et scénariste du nouveau film, avec Yasuyuki Ebara en tant que character designer. Il est diffusé le 3 décembre 2022 au Japon,.

## Réception
En 1995, Slam Dunk est récompensé par le prestigieux Prix Shōgakukan dans sa quarantième édition, dans la catégorie shōnen. D'après un sondage réalisé par l'Agence des affaires Culturelles en 2007, la série est classée meilleur manga de l'année devant JoJo's Bizarre Adventure et Dragon Ball. Slam Dunk s'est classé deuxième, seulement derrière Kingdom, dans la première section annuelle du prix Tsutaya Comic Awards en 2017. Dans le sondage Manga Sōsenkyo 2021 de TV Asahi, dans lequel 150 000 personnes ont voté pour leur top 100 des séries de mangas, Slam Dunk s'est classé troisième, juste derrière One Piece et Demon Slayer.
Le manga est un très grand succès au Japon. En effet, c'est le troisième manga du Weekly Shōnen Jump après Kochikame et Dragon Ball à dépasser la barre des 100 millions d'exemplaires vendus. Pour cette occasion, Takehiko Inoue a dessiné un épilogue pour remercier les fans. Jusqu'à ce qu'il soit cassé en 2002 par One Piece, les volumes 21 à 23 de Slam Dunk détenaient le record d'impression initiale d'un manga à 2,5 millions d'exemplaires. Les six premiers volumes de l'édition shinsōban 2018 du manga ont tous atteint le top huit du classement oricon de leur semaine de sortie, le plus élevé étant le premier volume à la deuxième place. Cela a fait de Slam Dunk le quatrième manga le plus vendu de 2018 avec plus de 5,2 millions d'exemplaires  vendus et la neuvième franchise médiatique la plus vendue de 2018 au Japon,.
En février 2012, près de 119 millions de copies de Slam Dunk ont été vendues au Japon. En août 2017, la série comptait plus de 170 millions d'exemplaires en circulation dans le monde. Profitant de la sortie du film The First Slam Dunk en décembre 2022, le manga se classe à la troisième place des ventes de manga Oricon, avec près de 4,2 millions d'exemplaires vendus, lors de la première moitié de l'année 2023 au Japon.

## Héritage et impact
Le succès de Slam Dunk est cité comme une cause de la popularité croissante du basket-ball parmi la jeunesse japonaise au cours des années 1990. Azusa Takahashi du site japonais Real Sound a écrit que l'attrait de Slam Dunk et l'impact qu'il a eu sur la popularité du sport sont enracinés dans son réalisme. Il a non seulement des scènes de jeu extraordinaire, mais comprend également des scènes de pratique régulière. En 2010, Takehiko Inoue a reçu des mentions spéciales de la Japan Basketball Association pour avoir contribué à populariser le basket-ball au Japon. Le doctorant Dexter Thomas de l'Université Cornell, écrivant une thèse sur la façon dont la série a influencé le sport au Japon, a déclaré: « La première vague de basket-ball au Japon a été poussée par Slam Dunk ».
Une grande affaire de plagiat a fait grand bruit au Japon en 2005. L'auteur Yuki Suetsugu a reconnu que son œuvre Eden no hana, avait trouvé sa source de manière évidente dans Slam Dunk et Real de Takehiko Inoue. L'arrêt immédiat de la vente d'Eden no hana et l'annulation de toutes les commandes de planches furent décidés,.